# Сломінський Євген Євгенович
Євге́н Євге́нович Сломі́нський (19 вересня 1984, с. Велика Салиха, Красилівський район, Хмельницька область, УРСР) — український військовослужбовець Сил спеціальних операцій, майор Збройних сил України, учасник війни на сході України, псевдо «Халк».

## Біографія
Народився 19 вересня 1984 року в с. Велика Салиха Красилівського району Хмельницької області. Навчався у Великосалиській загальноосвітній школі, 2002 року закінчив загальноосвітню школу с. Чепелівка Красилівського району. Вступив на навчання до університету, рік вчився на менеджера з логістики. У 2003 був призваний на строкову військову службу, яку проходив у Києві в Президентському полку. По закінченні служби вступив на аеромобільний факультет Одеського інституту Сухопутних військ, після реорганізації якого у 2006 році продовжив навчання у Львові.
2008 року закінчив Львівський інститут Сухопутних військ імені гетьмана Петра Сагайдачного за спеціальністю «Бойове застосування та управління діями аеромобільних підрозділів». Служив у 25-й Дніпропетровській повітряно-десантній бригаді.
З 2010 року проходив службу на офіцерських посадах у 8-му окремому полку спеціального призначення, в/ч А0553, м. Хмельницький. Починав з посади командира групи снайперів.
Станом на вересень 2017 року, — майор, командир роти 3-го загону 8 ОПСпП ССО.
З дружиною та синами проживають у Хмельницькому.

### Участь у бойових діях
У зв'язку з російською збройною агресією проти України 10 березня 2014 року у складі полку був відправлений в Харківську область, з травня брав участь у бойових діях війни на сході України.
У липні 2014 року командував однією з груп спецпризначення під час деблокади Луганського аеропорту. Біля с. Розкішне Лутугинського району, група під керівництвом капітана Сломінського відбила засідку та створила прохід для колони українських підрозділів у напрямку Луганського аеропорту. В ході цього бою дістав контузію, але від евакуації відмовився.
У жовтні 2014 року, під час бойових дій в районі Лобачеве — Старий Айдар, розвідувальна група під керівництвом Сломінського виконала бойове завдання, знищила групу спецпризначення супротивника та заволоділа військовими трофеями російського виробництва, серед яких — дві одиниці ПЗРК «Ігла».
19 жовтня, під час боїв вздовж «Бахмутської траси», командував однією з груп бійців спецпризначення, що пробивали дорогу до оточеного українського блокпоста № 32 поблизу села Сміле Слов'яносербського району, — працювали у «сірій зоні», з боку села Хороше вийшли на опорний пункт противника, ліквідувавши там членів НЗФ і підбивши їх бронетранспортер. Капітан Сломінський в ході операції отримав другу контузію.
Брав участь у військових операціях в районі м. Дебальцеве, біля Станиці Луганської, населених пунктів Троїцьке, Новозванівка, Попасна. На передовій біля Новозванівки у бою 23 липня 2016 року дістав поранення обох рук. В тому бою загинув старшина Роман Матвієць, який ціною власного життя врятував товаришів, знешкодивши ворожого кулеметника. Проходив лікування в Головному військовому клінічному госпіталі м. Києва, переніс кілька операцій.

## Нагороди та відзнаки
- Орден Богдана Хмельницького III ступеня (8 вересня 2014) — за особисту мужність і героїзм, виявлені у захисті державного суверенітету та територіальної цілісності України[1].
- Орден Богдана Хмельницького II ступеня (10 вересня 2015) — за особисту мужність, високий професіоналізм, виявлені у захисті державного суверенітету та територіальної цілісності України, сумлінне і бездоганне служіння Українському народові, зразкове виконання службового обов'язку[2].
- Орден «За мужність» III ступеня (21 грудня 2016) — за особисту мужність і самовідданість, виявлені у захисті державного суверенітету та територіальної цілісності України, вірність військовій присязі.[3].
- Недержавний орден «Народний Герой України» (18 серпня 2017, церемонія нагородження у м. Вінниця)[4].
- Почесна відзнака Хмельницької міської громади «Мужність і відвага» (20 вересня 2017)[5].
- Медаль «За оборону Попасної» (17 липня 2018, розпорядження міського голови м. Попасна № 171 «Про нагородження з нагоди 4-ї річниці визволення міста Попасна від незаконних збройних формувань»)[6].